# میان‌مدگرایی

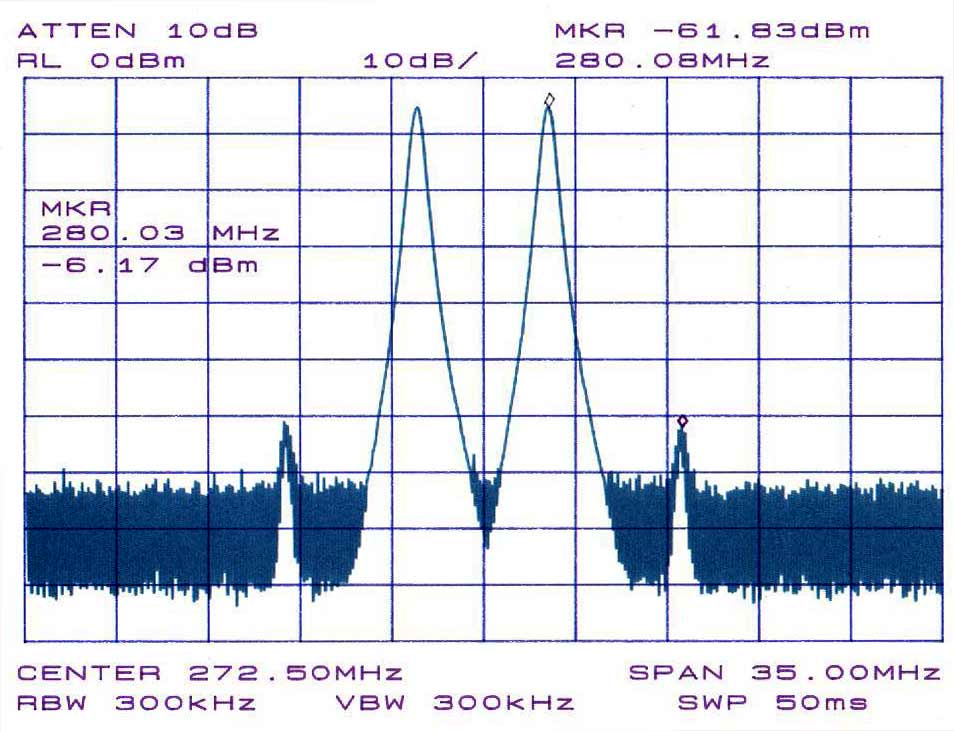
رسم طیف فرکانسی نشان‌دهنده جابجایی بین دو سیگنال تزریق‌شده در ۲۷۰ و ۲۷۵ مگاهرتز (ضربه‌های تیز بزرگ) است. حاصل میان‌مدگرایی قابل‌مشاهده به‌صورت ضربه‌های کوچک در ۲۸۰ مگاهرتز و ۲۶۵ مگاهرتز دیده می‌شوند.

حاصل میان‌مدگرایی مرتبه ۳ (D۳ و D۴) نتیجه رفتار غیرخطی تقویت‌کننده است. سطح توان ورودی به تقویت‌کننده در هر قاب پی‌درپی ۱ دسی‌بل افزایش می‌یابد. توان خروجی دو حامل (M۱ و M۲) در هر فریم حدود ۱ دی‌بی افزایش می‌یابد، در حالی که حاصل میان‌مدگرایی مرتبه ۳ (D۳ و D۴) در هر فریم ۳ دی‌بی رشد می‌کنند. حاصل میان‌مدگرایی مرتبه بالاتر (مرتبه ۵ام، مرتبه ۷ام، مرتبه ۹ام) در سطح توان ورودی بسیار بالا قابل مشاهده هستند زیرا تقویت‌کننده اشباع را گذرانده راه‌اندازی می‌شود. در نزدیکی اشباع، هر دسی‌بل بیشتر از توان ورودی منجر به توان خروجی نسبتاً کمتری به‌صورت حامل‌های تقویت‌شده و متناسب با افزایش توان خروجی به‌صورت میان‌مدگرایی ناخواسته حاصل می‌شود. در و بالاتر از اشباع، توان ورودی بیشتر منجر به کاهش در توان خروجی می‌شود، با این کار بیشتر توان ورودی اضافی به عنوان گرما از بین می‌رود و سطح اثرات میان‌مدگرایی غیرخطی با توجه به این دو حامل افزایش می‌یابد.

میان‌مَدگرایی (اختصاری IM) (به انگلیسی: Intermodulation) یا اعوجاج میان‌مَدگرایی (اختصاری IMD) (به انگلیسی: Intermodulation Distortion) یا اَندَرمِدُلِش یا اندرمدولاسیون عبارت است از مدولاسیون دامنه سیگنال‌های حاوی دو یا چند فرکانس متفاوت، ناشی از اثرات غیرخطی یا انحراف زمانی در یک سیستم. میان‌مدگرایی بین مولفه‌های فرکانسی، مولفه‌های اضافی را در فرکانس‌ها تشکیل می‌دهد که فقط در فرکانس‌های هارمونیک نیستند (مضربهای عدد صحیح) یا مانند اعوجاج هارمونیک، بلکه در فرکانس‌های جمع و تفاضل فرکانس‌های اصلی و در جمع و تفاضل مضراب فرکانس آن‌ها.
میان‌مدگرایی توسط رفتار غیرخطی پردازش سیگنال (تجهیزات فیزیکی یا حتی الگوریتم) ایجادشده است. نتیجه نظری این غیرخطسانی‌ها را می‌توان با ایجادکردن یک سری ولترا از مشخصه، یا با تقریب بیشتر توسط یک بسط تیلور محاسبه کرد.
عملاً تمام تجهیزات صوتی دارای غیرخطسانی هستند، بنابراین مقداری از آی‌ام‌دی را به نمایش می‌گذارند که البته ممکن است به اندازه کافی کم باشد که توسط انسان غیرقابل مشاهده باشد. با توجه به ویژگی‌های سیستم شنوایی انسان، در مقایسه با همان میزان اعوجاج هارمونیک، همان درصد از آی‌ام‌دی به‌صورت آزار دهنده‌تر درک می‌شود.
میان‌مدگرایی نیز معمولاً در رادیو نامطلوب است، زیرا باعث گسیلش کاذب ناخواسته، غالباً به‌صورت باندهای جانبی می‌شود. برای فرستنده رادیویی این باعث افزایش پهنای‌باند اشغال‌شده و منجر به تداخل کانال مجاور می‌شود، که می‌تواند وضوح صوتی را کاهش داده یا استفاده از طیف را افزایش دهد.
آی‌ام‌دی تنها متمایز از اعوجاج هارمونیک در سیگنال محرک متفاوت است. همان سیستم غیرخطی هردو اعوجاج هارمونیک کل (با ورودی موج سینوسی تک) و آی‌ام‌دی (با تون‌های پیچیده‌تر) تولید می‌کند. در موسیقی، به عنوان مثال، آی‌ام‌دی عمداً اعمالشده به گیتار الکتریک با استفاده از فراراه‌اندازی تقویت‌کننده‌ها یا جلوه‌های پدالی برای تولید تُن‌های جدید در زیرهارمونیک از تن بر روی ابزار پخش، است. تحلیل#پاور کورد را مشاهده کنید.
آی‌ام‌دی همچنین از مدولاسیون عمدی (مانند مخلوط‌کننده فرکانس در گیرنده‌های سوپرهترودین) متمایز است که در آن سیگنال‌هایی که باید مدوله شوند به یک عنصر غیرخطی عمدی (ضرب‌کننده) ارائه می‌شوند. مخلوط‌کننده‌های غیرخطی مانند دیودهای مخلوط‌کننده و حتی مدارهای نوسان‌ساز-مخلوط‌کننده تک ترانزیستوری را مشاهده کنید. با این‌حال، درحالی که حاصل میان‌مدگرایی از سیگنال دریافت‌شده با سیگنال نوسان‌ساز محلی در نظر گرفته شده‌است، مخلوط‌کننده‌های سوپرهترودین می‌توانند، در عین حال، اثرات متقابل ناخواسته را از سیگنال‌های قوی نزدیک در فرکانس سیگنال مطلوب که در باندگذر گیرنده قرارمی‌گیرند، نیز تولیدکنند.